# Shelley Scarlett (5e baron Abinger)
Shelley Leopold Laurence Scarlett, 5e baron Abinger, né le 1er avril 1872 et mort le 23 mai 1917, est un aristocrate britannique.

## Biographie
Il est le fils de la fille adoptive de Percy Florence Shelley, fils du poète Percy Bysshe Shelley et de la romancière Mary Shelley. Attaché honorifique à l'ambassade britannique à Stockholm de 1897 à 1899, il épouse en 1899 Lila de Geijer, fille unique de l'ambassadeur du Royaume-Uni à Constantinople ; le couple n'aura pas d'enfant. Il hérite en 1903 du titre de baron Abinger à la mort de son petit-cousin, le 4e baron. Ce titre de la pairie du Royaume-Uni a été créé en 1835 pour James Scarlett, président de la cour de l'Échiquier.
Dès lors membre de la Chambre des lords, Shelley Scarlett n'y est actif que de 1907 à 1910, prenant notamment la parole à plusieurs reprises pour arguer que les soldats de l'armée de réserve doivent être mieux formés.  Lorsque débute la Première Guerre mondiale, il s'engage dans le 3e bataillon du régiment d'infanterie du Bedfordshire, où il est fait capitaine. En octobre 1915 il est transféré à la réserve de volontaires de la Royal Navy, avec le grade honorifique de commander. Travaillant pour le service de renseignement de la Marine, il est envoyé à Gibraltar avec son yacht le St George, où il préside l'équipe de collecte de renseignements le long du Levant espagnol,.
Il meurt à Londres dans des circonstances non-spécifiées en mai 1917, à l'âge de 45 ans. Inhumé au cimetière de Brookwood, il est considéré par la Commission des sépultures de guerre du Commonwealth comme étant mort à la guerre, et est l'un des quarante-trois parlementaires britanniques morts durant la Guerre commémorés par un mémorial à Westminster Hall, dans l'enceinte du palais de Westminster où siège le Parlement,,. Son frère Robert devient le 6e baron Abinger.